# Буркинийско-российские отношения
Буркинийско-российские отношения — международные отношения России и Буркина-Фасо.
Дипломатические отношения установлены 18 февраля 1967 года. Российским послом в Буркина-Фасо по совместительству работает посол России в Кот д’Ивуар. У Буркина-Фасо есть посольство в Москве.
Отношения носят дружественный характер. Между государствами развивается политический диалог и взаимодействие в международных организациях. В 2000 году подписано межправительственное соглашение о безвизовых поездках по дипломатическим и служебным паспортам, а в 2003 году межправительственное соглашение об урегулировании задолженности Буркина-Фасо перед Россией, в результате которого буркинийский долг был полностью аннулирован.
18 февраля 2017 года исполнилось 50 лет со дня установления дипломатических отношений. По этому случаю министры иностранных дел двух государств обменялись поздравительными посланиями.
28 декабря 2023 года Россия вновь открыло своё посольство в Буркина-Фасо, которое она закрыла в 1992 году, продолжая сближение с Буркина-Фасо.

## Ссылка
- Информация о Буркина Фасо Архивная копия от 1 сентября 2017 на Wayback Machine